# LKS Rolnik Biedrzychowice
Der LKS Rolnik Biedrzychowice (Ludowy Klub Sportowy Rolnik Biedrzychowice) ist ein polnischer Frauenfußballverein aus Friedersdorf (polnisch Biedrzychowice), Gemeinde Oberglogau (polnisch Głogówek) in der Woiwodschaft Opole.

## Geschichte
Der Verein wurde am 20. November 1983 gegründet. Sein größter Erfolg war der Aufstieg in die erste polnische Frauenfußballliga 2001/02. In seiner einzigen Saison in der ersten Liga hatte er aber keine Chance und stieg direkt wieder ab. Seitdem spielt der Verein in der 2. polnischen Frauenfußballliga. 2003 wurde der Verein Meister der 2. Liga und verzichtete auf die Aufstiegsspiele.